# Filip Nereusz Lichocki

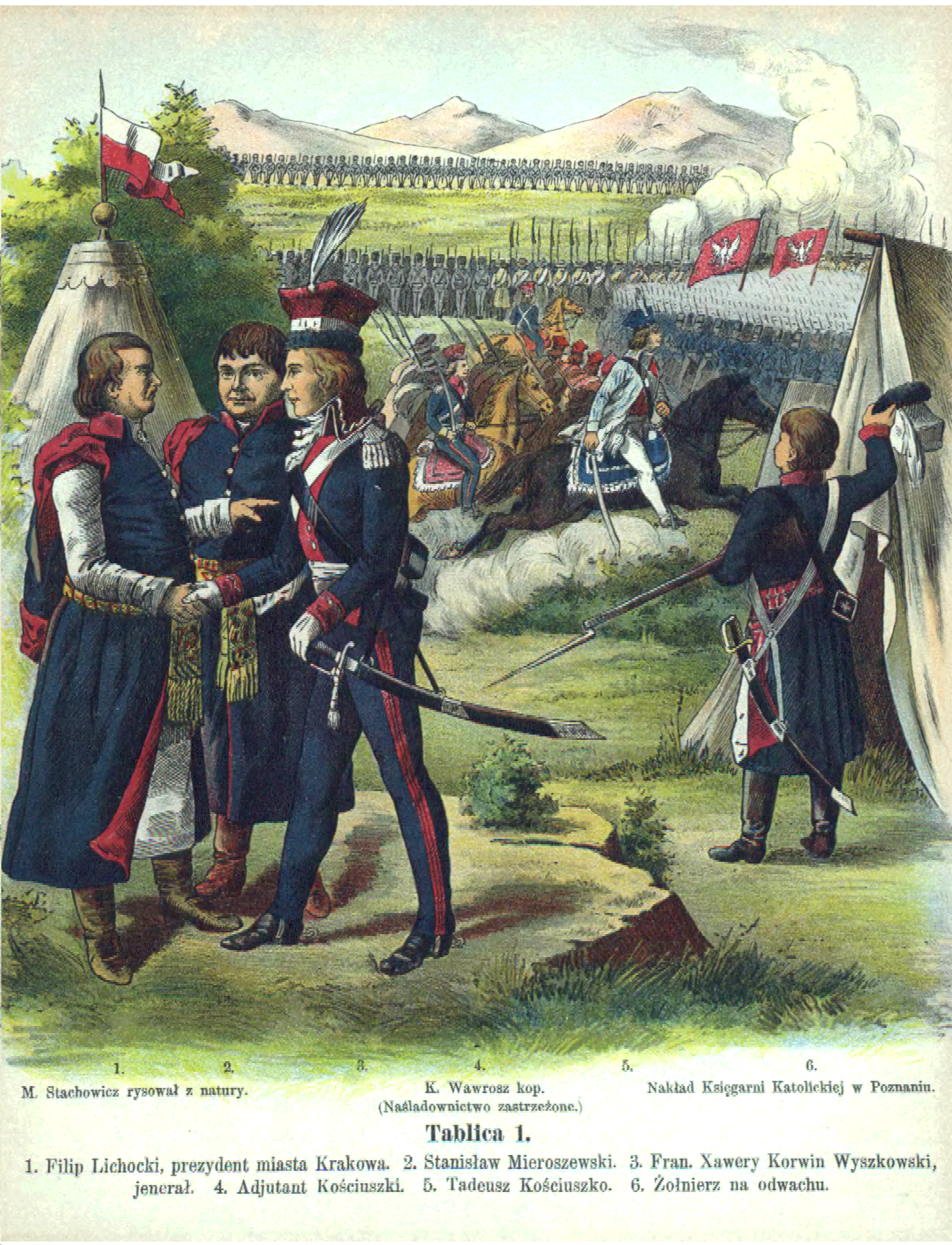
Filip Lichocki w obozie wojsk powstańczych pod Krakowem 1794

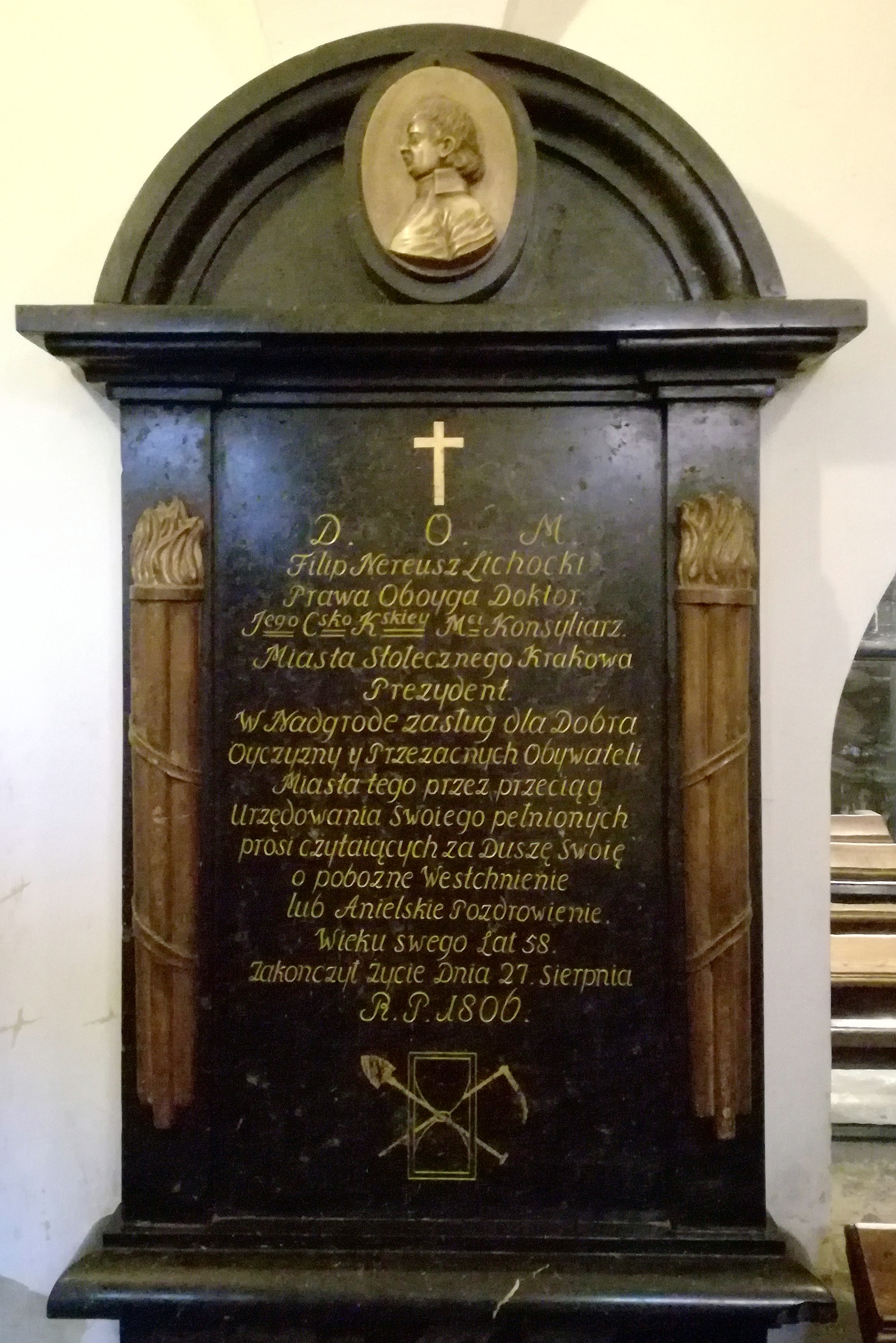
Nagrobek Filipa Lichockiego w kościele ojców kapucynów w Krakowie przy ul. Loretańskiej 11

Filip Nereusz Lichocki (ur. 28 maja 1749, zm. 28 sierpnia 1806 w Krakowie) – prezydent Krakowa z ramienia konfederacji targowickiej w 1794 i 1798–1802.

## Życiorys
Pochodził z krakowskiej rodziny mieszczańskiej, z wykształcenia prawnik. Studia odbył w Akademii Krakowskiej. Od 1776 r. był syndykiem miejskim. W sierpniu 1788 wraz z Maciejem Bajerem został posłem Krakowa na sejmik proszowicki. Później bronił interesów Krakowa jako delegat miasta na obrady Sejmu Czteroletniego. W 1792 r. został członkiem krakowskiej rady miejskiej. Po II rozbiorze Polski w 1793 r. i obradach sejmu w Grodnie w listopadzie 1793 r., który uchwalił ustawę Miasta wolne Rzeczypospolitej w wyniku rozpisanych na początku marca 1794 wyborach nowych władz miejskich Lichocki został prezydentem Krakowa wybranym na 4-letnią kadencję. Rządy w mieście objął 6 marca 1794 i sprawował do 24 kwietnia 1794. Pozbawiony urzędu wskutek przywrócenia przez Tadeusza Kościuszkę władz miejskich usuniętych pod rządami konfederacji targowickiej. Po zajęciu Krakowa przez wojska pruskie w czerwcu 1794 wobec nieobecności Lichockiego, który zbiegł do Karlsbadu prezydenturę miasta powierzono Maciejowi Bajerowi. Lichocki po powrocie ponownie znalazł się we władzach miejskich wybrany prezydentem Krakowa po ustąpieniu Macieja Bajera. Urzędowanie rozpoczął 1 listopada 1798 i sprawował przez 4 lata do 31 sierpnia 1802. Za zasługi nagradzany przez władze austriackie otrzymując tytuł konsyliarza Jego Cesarskiej Mości. W swoich pamiętnikach, które wydano w 1862 r. i powtórnie w roku 1891, nie ukrywał niechętnego stanowiska wobec powstania kościuszkowskiego. Nagrobek Filipa Lichockiego wykonany z czarnego marmuru z alabastrowym medalionem portretowym znajduje się w kościele oo. Kapucynów.